# Paola Herrera
Claudia Paola Herrera Castañeda (Bogotá, 12 de abril de 1986) es una periodista colombiana, ha trabajado en RCN Radio, W Radio, y la revista Cambio. Fue galardonada en 2021 con el Premio Nacional de Periodismo Simón Bolívar a mejor periodista del año por su investigación sobre el caso centros poblados que llevó a la renuncia de la ministra de las Tecnologías de la Información y Comunicaciones Karen Abudinen. Entre 2020 y 2024 hizo parte de la mesa de trabajo de Sigue la W en W Radio. Desde 2024 se incorporó a Cambio, medio en el cual ya escribía una columna de opinión semanal.

## Biografía
Nacida en Bogotá, de una humilde familia conformada por un padre docente y una mamá secretaria, Paola compartió su infancia con sus dos hermanas, se graduó a los quince años del Colegio Nuestra Señora de los Ángeles, en 2001, y entró a estudiar comunicación social y periodismo en la Universidad Minuto de Dios, de donde se graduó en 2007. Empezó su carrera cubriendo deportes en el periódico De los Colombianos, pero pronto pasó a la agencia Primera Página, donde inicia el cubrimiento de temas económicos, lo que sería el fuerte de su carrera como periodista, de ahí saltó a RCN Radio, donde conocería a Julio Sánchez Cristo, quien la contrató para el equipo de W Radio, donde tomaría relevancia nacional por sus investigaciones sobre contratos públicos irregulares, especial relevancia tomó cuando, desde diciembre de 2020, sus investigaciones advirtieron las irregularidades en la contratación de conexión a internet para escuelas rurales en el Ministerio de las Tecnologías y las Comunicaciones colombiano, situación que después sería un gran escándalo nacional, al conocerse el denominado caso centros poblados, uno de los más sonados escándalos de corrupción del gobierno de Iván Duque, que llevó a la renuncia de su ministra Karen Abudinen, poco antes de votarse una moción de censura en la Cámara de Representantes de Colombia. Por cuenta de esta investigación, Paola sufrió varios tipos de amenazas contra su integridad.
Desde 2022 es columnista de la Cambio, revista que fue presidida por Daniel Coronell, y dirigida por Federico Gómez Lara.

## Premios y reconocimientos
En 2021 ganó el Premio Nacional de Periodismo Simón Bolívar a mejor periodista del año por su investigación que reveló el caso centros poblados.